# Przemysław Bluszcz
Przemysław Bluszcz (ur. 19 marca 1970 w Piotrkowie Trybunalskim) – polski aktor teatralny, filmowy i telewizyjny.

## Życiorys
Urodził się w Piotrkowie Trybunalskim. Wychowywał się w Radomsku, gdzie ukończył II Liceum Ogólnokształcące im. Krzysztofa Kamila Baczyńskiego. Na podjęcie decyzji o zawodzie aktora miały wpływ warsztaty teatralne w Miejskim Domu Kultury w Radomsku, gdzie w kolejnych latach został pracownikiem. W 1995 po raz pierwszy wystąpił na profesjonalnej scenie w Centrum Sztuki przy Teatrze Dramatycznym w Legnicy w roli Atosa w przedstawieniu Aleksandra Dumasa Trzej muszkieterowie oraz komedii szekspirowskiej Jak wam się podoba jako Książę wygnany/Fryderyk.
W 1996 ukończył studia na wydziale lalkarskim filii Państwowej Wyższej Szkoły Teatralnej we Wrocławiu, gdzie grał w Teatrze Osobowym.
Od 1997 związał się z Teatrem im. Heleny Modrzejewskiej w Legnicy, gdzie stworzył ponad 40 ról scenicznych i odnosił sukcesy m.in. w spektaklach: Kordian Juliusza Słowackiego jako tytułowy bohater (1999), Hamlet, Książę Danii Williama Shakespeare’a w roli Klaudiusza (2001), Szaweł jako Paweł z Tarsu (2004), Made in Poland w roli Faziego (2004) czy Otello Williama Shakespeare’a jako tytułowa postać (2006). W 2001 za rolę charyzmatycznego watażki Zakaczawia Benka Cygana w Balladzie o Zakaczawiu otrzymał nagrodę na I Festiwalu Dramaturgii Współczesnej „Rzeczywistość Przedstawiona” w Zabrzu i na 42. Kaliskich Spotkaniach Teatralnych. Sztuka doczekała się ekranizacji telewizyjnej. W trzech kolejnych sezonach artystycznych (1998/1999, 1999/2000 i 2000/2001) w konkursie Żelaznej Kurtyny został wybrany jako najlepszy aktor.
Od 2009 został aktorem Teatru Ateneum w Warszawie. Występuje w Judaszku jako Porfiry Gołowlew (rola tytułowa) oraz w Mojej Córeczce jako Konduktor, Sąsiad, Żorż, Wierzący. Wcześniej występował także w Mieście jako On.
W 2004 za rolę małomiasteczkowego porywczego, zazdrosnego i ambitnego bandziora Tadka w dramacie W dół kolorowym wzgórzem (2004) odebrał nagrodę za debiut aktorski na XXIX Festiwalu Polskich Filmów Fabularnych w Gdyni. Film ten otrzymał na festiwalu główną nagrodę Złote Lwy za najlepszą reżyserię. W filmie biograficznym Skazany na bluesa (2005) Jana Kidawy-Błońskiego zagrał autentyczną postać Leszka Martinka, legendarnego menedżera Dżemu.

## Życie prywatne
Jest mężem aktorki i reżyserki Anny Wieczur-Bluszcz. Mają dwóch synów: Borysa (ur. 1997) i Iwo (ur. 2000).

## Filmografia

### Filmy
- 2003: Królowa chmur jako uczestnik blokady
- 2004: W dół kolorowym wzgórzem jako Tadek
- 2005: Jestem jako policjant
- 2005: Oda do radości jako Zbyszek, szef Wiktora
- 2005: Skazany na bluesa jako Leszek Martinek, menadżer Dżemu
- 2005: Szaleńcy jako właściciel psa
- 2007: Świadek koronny jako gangster „Lewar”
- 2008: Mała Moskwa – handlarz Jan Bala
- 2008: Ile waży koń trojański? – wojskowy w Warsie
- 2009: Operacja Dunaj jako kapral Romek Kwaśny
- 2009: Zero jako producent filmów porno
- 2009: Hel jako terapeuta Maciek
- 2009: Generał – zamach na Gibraltarze jako porucznik Jan Benedykt Różycki
- 2010: Krzysztof jako „Franco”, porywacz Krzysztofa
- 2010: Nie ten człowiek jako lekarz pogotowia ratunkowego
- 2010: Kołysanka jako Nowak
- 2010: Mała matura 1947 jako posterunkowy
- 2010: Made in Poland jako ks. Edmund
- 2011: Kac Wawa jako sutener „Kobyła”
- 2011: 80 milionów jako drukarz Bogdan
- 2012: Yuma jako burmistrz
- 2012: Jesteś Bogiem jako ojciec Magika
- 2012: Supermarket jako kierownik supermarketu
- 2012: Niebo jako facet w czerni
- 2012: Ostatnie piętro jako major
- 2012: Być jak Kazimierz Deyna jako Stefan, ojciec Kazika
- 2013: Wałęsa. Człowiek z nadziei jako dostawca kaszanki
- 2013: W ukryciu jako ubek
- 2013: Drogówka jako Adwokat
- 2013: Piotrek the 13th 2 jako narrator
- 2013: Gabriel jako weterynarz Hajduk
- 2013: Ambassada jako pilot JU-87
- 2014: Jeziorak jako Paweł Bączek, właściciel „Jezioraka”
- 2015: Czerwony pająk jako kat
- 2016: Wszystko gra – jako prezes klubu piłkarskiego
- 2016: Szczęście świata jako Jan
- 2016: Po prostu przyjaźń jako Wojtek „Cichy” Cichocki, przyjaciel Szymona
- 2016: No Panic, With a Hint of Hysteria jako Zakhar, człowiek Gundera
- 2016: Konwój jako sierżant Berg
- 2018: Zabawa, zabawa jako Mieczysław, ojciec Magdy
- 2019: Czarny mercedes jako Klamocki
- 2019: Pan T. jako Kaziu
- 2020: Banksterzy jako prezes
- 2021: Pitbull jako „Nos”
- 2022: Szczęścia chodzą parami jako prezes Fundacji Narodowej
- 2022: Koński ogon jako Hans
- 2023: Pan Samochodzik i templariusze jako Petersen

### Seriale TV
- 2003: Lokatorzy jako pan Bluszcz (odc. 160)
- 2003: Zaginiona jako Biznesmen (odc. 3 i 6)
- 2003: Tak czy nie? jako Leszek Rybicki (odc. 7 i 8)
- 2004–2008: Fala zbrodni – jako
  - Maciej Kilkowski „Kikus” (odc. 19),
  - Oskar Rubiński „Ruben” (odc. 90-103)
- 2004: Czwarta władza jako Stefan, członek bandy
- 2005: Boża podszewka II jako milicjant (odc. 6)
- 2005: Wiedźmy jako „Styk” (odc. 7)
- 2005–2006: Na dobre i na złe jako Paweł Zagórny, szef Kusego
- 2006: Mrok jako komisarz Michał Grosz
- 2007: Odwróceni jako gangster „Lewar” (odc. 3, 10 i 11)
- 2007: Twarzą w twarz jako Piotr Zarzycki, prezes „Expressu codziennego”
- 2008: Trzeci oficer jako Borys Blanchard
- 2008: Mała Moskwa – handlarz Jan Bala (odc. 3 i 4)
- 2008: Kryminalni jako Tomasz Kasprzyk, asystent Łukasza Madera (odc. 96)
- 2008: I kto tu rządzi? (odc. 40)
- 2008: 39 i pół jako Jacek (odc. 6)
- 2008–2010: Czas honoru jako SS-Scharführer Uwe Rappke, sadysta z Szucha (odc. 1-39)
- 2009: Naznaczony jako ochroniarz Tolek (odc. 3)
- 2009: Generał jako porucznik Jan Benedykt Różycki (odc. 2-4)
- 2009: Sprawiedliwi jako lekarz (odc. 2, 6 i 7)
- 2010: Ratownicy jako Cezary
- 2010: Nowa jako Tadeusz Korkuć, wuj Kamila (odc. 7)
- 2010: Mała matura 1947 jako posterunkowy (odc. 1)
- 2010: 1920. Wojna i miłość jako podporucznik Nowak, dowódca kompanii karnej (odc. 8, 9 i 11)
- 2011: Głęboka woda jako Janusz Adamczyk (odc. 13)
- 2011: Komisarz Alex jako Gabriel Zadara (odc. 13)
- 2011: Układ warszawski jako jubiler Gerard Maciejewski (odc. 9)
- 2011–2012: Przepis na życie jako dr Leon Gwizdała, były partner Beaty
- 2011: Ojciec Mateusz jako Tomasz Lipiec (odc. 73)
- 2012: Paradoks jako inspektor Henryk Talak, Naczelnik Wydziału Zabójstw i Terroru Kryminalnego
- 2012: Hotel 52 jako Albert Pokora (odc. 59)
- 2012–2013: Wszystko przed nami jako Dominik Lisowski
- 2012: Piąty Stadion jako „Kosa” (odc. 37)
- 2013: To nie koniec świata jako szef Pawła (odc. 1 i 5)
- 2014: Prawo Agaty jako kapitan Nawrot (odc. 68 i 69)
- 2014–2015: M jak miłość jako psychopata Rafał Gołębiewski
- 2015: Krew z krwi jako policjant Wąsacz (odc. 4–7,10)
- 2015: Nie rób scen jako komendant (odc. 3, 8)
- 2015–2016: Pierwsza miłość jako Przemek, instruktor jogi
- 2016: Pakt jako Wojciech Janiak, lider partii ludowej, wicepremier i minister gospodarki (odc.1–2)
- 2016: Komisarz Alex jako Czesław Baran, właściciel restauracji (odc. 92)
- 2016: Belfer jako Jacek Dąbrowa, ojciec Maćka
- 2017: Barwy szczęścia jako Wiktor Nawrot, ojciec księdza Tadeusza i Aleksa (odc. 1655, 1672–1673, 1676)
- 2017: Ojciec Mateusz jako Andrzej Kozłowski „Szajbus” (odc. 232, 400)
- od 2018: Leśniczówka jako Janusz Karcz
- 2018: Ślad – jako Krzysztof Skóra, Wiceprezes Rady Ministrów, Minister Spraw Wewnętrznych i Administracji
- 2020: W głębi lasu jako Bogdan Perkowski, ojciec Artura
- 2020: Mały zgon jako Ildefons (odc. 9, 10)
- 2020: Szadź jako komendant Antolak
- 2021–2022: Kowalscy kontra Kowalscy jako Albert, przyjaciel Piotra i Anny

- 2023: Informacja zwrotna jako komisarz Cezary Karłowicz

### Polski dubbing
- 1972: Pinokio –
  - Król (odc. 19-20),
  - narrator,
  - Tata Janka (odc. 5)
- 2007: Pana Magorium cudowne emporium – Henry Weston
- 2007–2010: Rajdek – mała wyścigówka – Luzik
- 2007: Mass Effect – Conrad Werner
- 2009: Zagroda według Otisa – Duke
- 2009–2011: Hot Wheels: Battle Force 5 – Grimian
- 2010–2013: Victoria znaczy zwycięstwo – Lane
- 2010: Mass Effect 2 –
  - Conrad Werner,
  - Charr
- 2010: Harry Potter i Insygnia Śmierci: Część I – Ksenofilius Lovegood
- 2011: Auta 2 – Rod „Torque” Redline
- 2011: Giganci ze stali – Ricky
- 2011: Tajemnice domu Anubisa – Rufus Zeno
- 2012: Kreskostoria Polski – Mieszko I
- 2012: Wyśpiewać marzenia
- 2013: Skubani – Standish
- 2013: Rysiek Lwie Serce – Zaklętas
- 2014: Gang Wiewióra – Królu
- 2014: Transformers: Wiek zagłady – James Savoy
- 2014: Annie – Lou
- 2014: Munio: Strażnik Księżyca – Leon
- 2015: Avengers: Czas Ultrona – Klaw
- 2015–2016: Jestem Franky – Ramon Puentes
- 2018: Czarna Pantera – Ulysses Klaue
- 2020: Cyberpunk 2077 – Dexter DeShawn

## Nagrody
- 1998 – nagroda Naszej Kapituły (ludzi kultury związanych z Teatrem Dramatycznym w Legnicy)
- 1999 – Złota Kurtyna
- 2000 – Legnica – Żelazna Kurtyna, nagroda dla najpopularniejszego aktora Teatru im. Heleny Modrzejewskiej w Legnicy
- 2001 – Zabrze – I Festiwal Dramaturgii Współczesnej – w kategorii ryzyka nagroda jury za rolę Benka Cygana w Balladzie o Zakaczawiu w Teatrze im. Heleny Modrzejewskiej w Legnicy
- 2001 – Legnica – Żelazna Kurtyna dla najlepszego aktora Teatru im. Heleny Modrzejewskiej w sezonie 2000/2001
- 2001 – Wrocław – nagroda Regionalnej TV 3 za rolę Benka Cygana w spektkalu Ballada o Zakaczawiu w Teatrze im. Heleny Modrzejewskiej w Legnicy
- 2002 – Kalisz – XLII KST – wyróżnienie za rolę Benka Cygana w Balladzie o Zakaczawiu w Teatrze im. Heleny Modrzejewskiej w Legnicy
- 2004 – Gdynia – XXIX FPFF – nagroda prezydenta miasta Gdynia za debiut aktorski – za rolę w filmie W dół kolorowym wzgórzem
- 2007 – XIII Ogólnopolski Konkurs na Wystawienie Polskiej Sztuki Współczesnej – Nagroda za rolę Ryśka w przedstawieniu Osobisty Jezus w reżyserii Przemysława Wojcieszka w Teatrze im. Heleny Modrzejwskiej w Legnicy
- 2007 – Legnica – Bomba X-lecia

## Odznaczenia
- Brązowy Krzyż Zasługi (2002)
- Odznaka „Zasłużony dla Legnicy” (2007)